# Crassula compacta
Crassula compacta (лат.) — вид суккулентных растений рода Толстянка (Crassula) семейства Толстянковые (Crassulaceae), естественно произрастающий на территории Эсватини и Южно-Африканской Республики.

## Название
Родовое латинское название Crassula происходит от латинского слова crassus, — «толстый», в основном из-за присутствия у растений этого рода сочных листьев.
Видовой латинский эпитет compacta происходит от лат. compactus — «компактный, уплотненный».

## Описание
Низкорослые многолетние или однолетние растения с цветоносами, достигающими высоты до 20 см, образуют одну или две, иногда несколько розеток с листьями, расположенными спирально. Листья яйцевидной, эллиптической или обратнояйцевидной формы, размерами 15-35 x 10-25 мм, с острыми или тупыми верхушками, голые за исключением изогнутых ресничек, представлены оттенками зеленого до красновато-коричневого цвета.

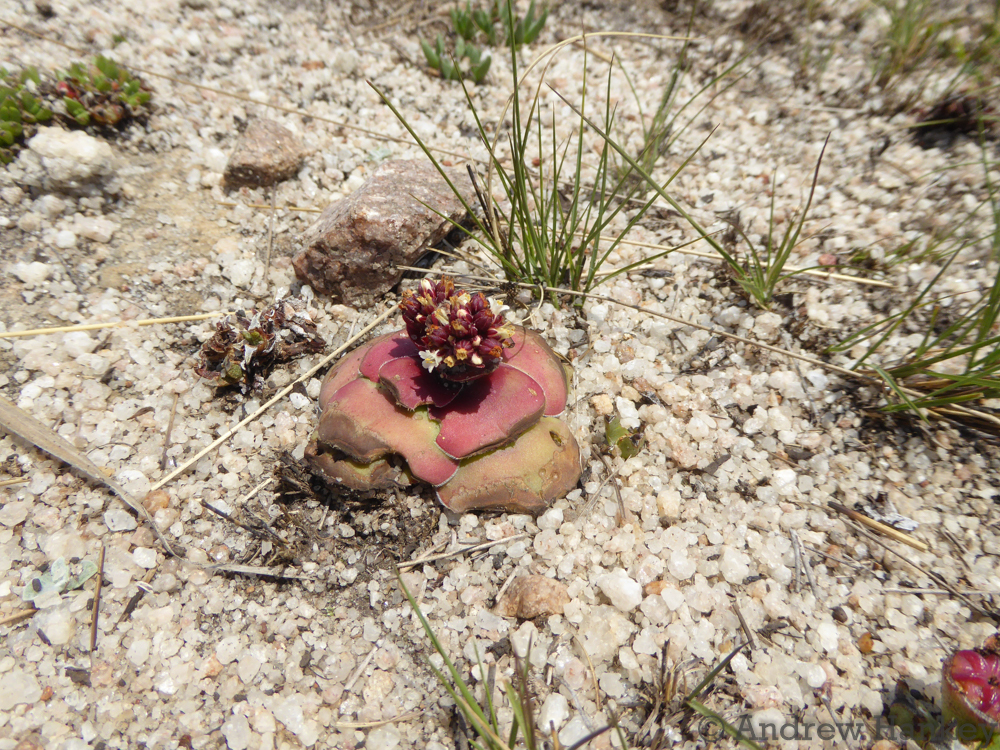
В естественной среде обитания

Соцветие колосовидное или редко удлиненное, состоит из более или менее сидячих дихазиев и цветков, с цветоносом, покрытым постепенно уменьшающимися кверху прицветниками. Чашечка характеризуется узкотреугольными долями длиной 2-3 мм, острыми, обычно голыми, за исключением неравномерно расположенных ресничек, слегка мясистыми и зеленоватого оттенка. Венчик трубчатый, сросшийся у основания на 0,2-0,5 мм, доли продолговато-обратнояйцевидные, длиной 4,5-5,5 мм, тупые, прямостоячие или слегка загнутые, с черными пыльниками.

## Таксономия
Crassula compacta Schönland, первое упоминание в J. Linn. Soc., Bot. 31: 550 (1895).

### Синонимы
Гетеротипные (основанные на разных номенклатурных типах):
- Crassula massonioides Diels (1907)
- Crassula mossii Schönland (1929)